# 平辻朝子
平辻 朝子（ひらつじ ともこ、1960年7月20日 - ）は、大阪府出身の女優、声優、ナレーター。特技は茶道/スキューバダイビング。東京俳優生活協同組合、元劇団くるみ座所属。

## 出演作品

### テレビドラマ
- 母を看取るすべての娘へ
- 地球戦隊ファイブマン
- 超獣戦隊ライブマン
- とっておきの夏
- 大好き!五つ子3
- デパート!夏物語
- ママじゃないってば!
- そして誰かいなくなった
- 骨肉の家
- 女の暦
- WATER BOYS
- ライアーゲーム
- 月曜ドラマランド 奥さまは不良少女!?おさな妻
- 百獣戦隊ガオレンジャー
- ぼくらの勇気 未満都市
- 警視庁鑑識班2004
- 連続テレビ小説 おしん
- 青春前後不覚
- 京都紫野殺人事件（1986年）

### オリジナルビデオ
- 魔神騎士ジャックガイスト
- 四国遍路寺 〜同行二人〜

### 舞台
- 幸福
- る・ぶ・げる
- 外は陽炎つむじ風

### テレビアニメ
1983年
- 機甲創世記モスピーダ（ミントの母）
- キャプテン翼

1985年
- 六三四の剣

1999年
- おジャ魔女どれみ（あいこの母）

2000年
- 犬夜叉（女親）
- おジャ魔女どれみ♯（あいこの母）
- 機巧奇傳ヒヲウ戦記（ヌエ）
- 陽だまりの樹（芸者B）

2001年
- も〜っと! おジャ魔女どれみ（あいこの母）
- 幻魔大戦 神話前夜の章

2002年
- おジャ魔女どれみドッカ〜ン!（あいこの母）

2004年
- 火の鳥 異形編（母）

2006年
- オーバン・スターレーサーズ（スクン）

2011年
- 青の祓魔師（女の声）

2015年
- ガッチャマン クラウズ インサイト（おばあちゃん）

### OVA
1993年
- 難波金融伝・ミナミの帝王（葉子）

### 劇場アニメ
2001年
- も〜っと!おジャ魔女どれみ カエル石のひみつ（あいこの母）

2012年
- おおかみこどもの雨と雪
- 虹色ほたる 〜永遠の夏休み〜（バスのアナウンス）

### ナレーション
- おはよう!グッデイ
- エクスプレス
- ニュース23
- ズームイン!!朝! 朝のポエム
- いま青春
- ウィークエンドセミナー
- にっぽん釣りの旅
- レディス4
- フジパンの民話テレホンサービス『とんと昔あったとさ』（2代目ナレーション）

### その他
- こどもにんぎょう劇場「すてられたせんたくばさみ」
- ゲゲゲの鬼太郎「妖怪奇伝魔笛エロイムエッサイム」（童の声）